# اندیس ابو صدف
ابو صدف یک اندیس غیرفلزی است که در حوالی شهر خورموسی استان خوزستان قرار دارد و مادهٔ معدنی موجود در آن، صدف آهکی است.سنگ میزبان این اندیس ماسه ساحلی است  